# محسن اکبر

محسن اکبر نماینده ادوار هجدهم و نوزدهم مجلس شورای ملی از رشت بود. او فرزند فتح الله خان اکبر، سپهدار اعظم رشتی، وزیر، وکیل مجلس و نخست‌وزیر ایران در دورهٔ احمد شاه قاجار بود. محسن اکبر سمت‌هایی نظیر نیابت رئیس انجمن شهرداری رشت را نیز بر عهده داشت.
او با فهیمه اکبر ازدواج کرد؛ فهیمه اکبر که گیلانی نبود، پس از ازدواج در سال ۱۳۱۷ به گیلان آمد و به مدت بیست سال به پژوهش در موسیقی و رسوم گیلان پرداخت و کتاب طباخی گیلان را منتشر کرد. او به زبان گیلکی آواز می‌خواند و در دههٔ نود میلادی آلبومی از ترانه‌های او در آمریکا منتشر شده‌است. این دو سه فرزند به نام‌های گیلان، گلی و فتح‌الله داشتند.